# استید بونت
استید بونت (انگلیسی: Stede Bonnet) یکی از بزرگترین ناخدایان دزدان دریایی در دوران طلایی دزدی دریایی می‌باشد که به او لقب جنتلمن داده شد. بونت قبل از اینکه دزد دریایی شود فرد ثروتمندی بود و املاک زیادی در باربادوس داشت، او از یک خانواده ثروتمند انگلیسی ساکن باربادوس به دنیا آمد، پس از مرگ پدرش به سال ۱۶۹۴ ثروت خانواده به او تعلق گرفت، در سال ۱۷۰۹ با مری آلامبی ازدواج کرد هر چند مدتی بعد به طلاق انجامید. در سال ۱۷۱۷ یک کشتی خرید و نام آن را انتقام گذاشت که بعدها در دوران شهرتش به رویال جیمز تغییر نام یافت. استید در ناسائو پناهگاهی برای دزدان دریایی ساخت، بعدها در یک درگیری و جنگ با یک کشتی اسپانیایی به شدت زخمی شد و به‌ناچار به ناسائو برگشت و به دلیل عدم حال مساعد جهت هدایت کشتی و رهبری خدمه اش. به طور موقت دستور داد تا کشتی و خدمه اش در اختیار ناخدا ادوارد تیچ یا ریش سیاه قرار گیرد.

## سرگذشت استید بونت
باور کلی بر این است که سال ۱۶۸۸ به دنیا آمده و در کلیسای محلی در ۲۹ ژوئیه همان سال تعمید داده شد، پدر و مادر او به نام ادوارد و سارا بونت مالک املاکی به وسعت قریب بر ۴۰۰ جریب زمین بودند که پس از مرگ پدرش در ۱۶۹۴ همگی به ارث برای استید باقی ماند

## واژگان
1. ↑  Golden Age of Piracy
2. ↑  The Gentleman Pirate
3. ↑  Barbados
4. ↑  Mary Allamby
5. ↑  Reveng
6. ↑   Royal James
7. ↑  Nassau
8. ↑  Edward Teach
9. ↑  Blackbeard